# 科博讷
科博讷（法語：Cobonne，法語發音：[kɔbɔn]）是法国德龙省的一个市镇，属于迪镇区。

## 地理
科博讷（44°45'34"N, 5°4'30"E）面积11.2 平方千米，位于法国奥弗涅-罗讷-阿尔卑斯大区德龙省，该省份为法国东南部内陆省份，北起顺时针与伊泽尔省、上阿尔卑斯省、上普罗旺斯阿尔卑斯省、沃克吕兹省和阿尔代什省接壤。
与科博讷接壤的市镇（或旧市镇、城区）包括：锡河畔乌斯特、克雷、日戈尔和洛兹龙、叙兹、沃纳韦-拉罗谢特。

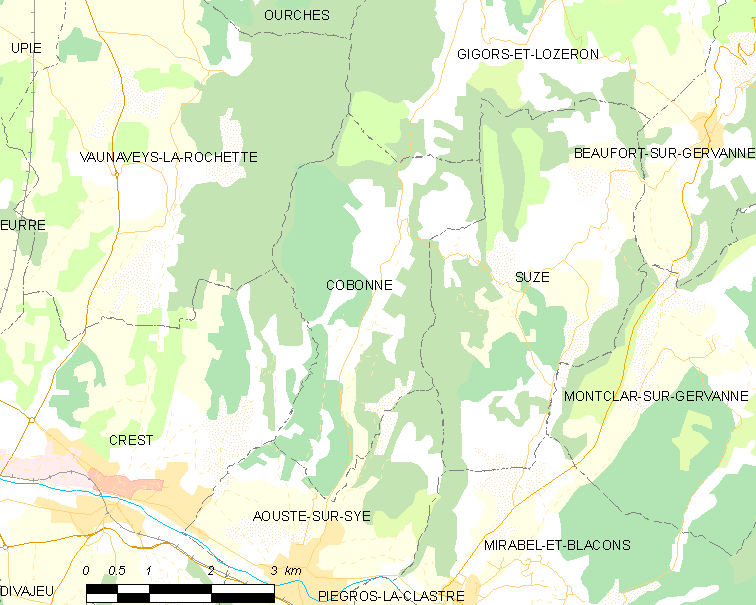
科博讷的OSM定位图

科博讷的时区为UTC+01:00、UTC+02:00（夏令时）。

## 行政
科博讷的邮政编码为26400，INSEE市镇编码为26098。

## 政治
科博讷所属的省级选区为克雷县。

## 人口

1962-2008年间科博讷人口变化图示

科博讷于2022年1月1日时的人口数量为168人。